# Kitty Hawk (Carolina del Norte)
Kitty Hawk es un pueblo ubicado en el condado de Dare en el estado estadounidense de Carolina del Norte. La localidad, en el año 2000, tenía una población de 5.897 habitantes en una superficie de 21,3 km², con una densidad de población de 141,2 personas por km².Es famosa por ser la ciudad donde los hermanos Wright hicieron el primer vuelo de la historia.

## Geografía
Kitty Hawk se encuentra en las coordenadas 36°4′37″N 75°42′17″O / 36.07694, -75.70472. Según la Oficina del Censo, la localidad tiene un área total de 21,3 km² (8,2 mi²), de los que 21,2 km² (8,2 mi²) es tierra y 0,1 km² (0 mi²) (0.579%) es agua.

### Localidades adyacentes
El siguiente diagrama muestra las localidades en un radio de 28 kilómetros (17,4 mi) de Kitty Hawk.

## Demografía
En el 2000 la renta per cápita promedia del hogar era de $42.813, y el ingreso promedio para una familia era de $48.678. El ingreso per cápita para la localidad era de $22.960. En 2000 los hombres tenían un ingreso per cápita de $31.250 contra $25.744 para las mujeres. Alrededor del 6.50% de la población estaba bajo el umbral de pobreza nacional.